# عمر لابرونا
عمر لابرونا (بالإسبانية: Omar Labruna)‏ هو مدرب كرة قدم ولاعب كرة قدم أرجنتيني في مركز الدفاع، ولد في 3 أبريل 1957 في بوينس آيرس في الأرجنتين. لعب مع ريفر بليت وكيلمس.

## وصلات خارجية
- عمر لابرونا على موقع قاعدة بيانات كرة القدم.إي يو (الإنجليزية)
- عمر لابرونا على موقع Soccerway.com (الإنجليزية)
- عمر لابرونا على موقع عالم كرة القدم.نت (الإنجليزية)